# Flabellum apertum
Espèce
Statut CITES
Flabellum apertum est une espèce de coraux appartenant à la famille des Flabellidae.

## Liste des sous-espèces
Selon Catalogue of Life (9 décembre 2015) :
- Flabellum apertum apertum Moseley, 1876
- Flabellum apertum borealis Cairns, 1994